# 古開作村
古開作村（こがいさくそん）は、山口県玖珂郡にあった村。現在の柳井市中心部の西半にあたる。

## 地理
- 河川：土穂石川

## 歴史
- 1889年（明治22年）4月1日 - 町村制の施行により、近世以来の古開作村が単独で自治体を形成。
- 1905年（明治38年）1月1日 - 柳井村・柳井津町と合併して柳井町が発足。同日古開作村廃止。

## 交通

### 鉄道路線
村域を山陽鉄道（現・山陽本線）が通過したが、駅は所在しなかった。